# McCabe & Mrs. Miller
McCabe & Mrs. Miller is een Amerikaanse film uit 1971 geregisseerd door Robert Altman en gebaseerd op een boek van Edmund Naughton. Verschillende nummers van Leonard Cohen werden prominent gebruikt in de film. Altman zelf noemde de film een anti-western omdat hij tegen veel erkende western conventies inging.
In 2010 werd McCabe & Mrs. Miller opgenomen in het National Film Registry.

## Rolverdeling
| Acteur             | Personage        |
| ------------------ | ---------------- |
| Warren Beatty      | John McCabe      |
| Julie Christie     | Constance Miller |
| René Auberjonois   | Sheehan          |
| William Devane     | the Lawyer       |
| John Schuck        | Smalley          |
| Corey Fischer      | Mr. Elliot       |
| Bert Remsen        | Bart Coyle       |
| Shelley Duvall     | Ida Coyle        |
| Keith Carradine    | Cowboy           |
| Michael Murphy     | Sears            |
| Hugh Millais       | Butler           |
| Jace Van Der Veen  | Breed            |
| Jackie Crossland   | Lily             |
| Elizabeth Murphy   | Kate             |
| Carey Lee McKenzie | Alma             |
| Thomas Hill        | Archer           |
| Linda Sorenson     | Blanche          |
| Elisabeth Knight   | Birdie           |
| Janet Wright       | Eunice           |
| Maysie Hoy         | Maisie           |
| Linda Kupecek      | Ruth             |
| Jeremy Newson      | Jeremy Berg      |
| Wayne Robson       | Bartender        |
| Jack Riley         | Riley Quinn      |
| Robert Fortier     | Town Drunk       |
| Wayne Grace        | Bartender        |

## Prijzen
Genomineerd
- Academy Award voor Beste Actrice - Julie Christie
- BAFTA Award voor beste cinematografie - Vilmos Zsigmond
- Writers Guild of America Award voor beste scenario - Robert Altman en Brian McKay